# Hondarribi beltza
 (avril 2012).
Si vous disposez d'ouvrages ou d'articles de référence ou si vous connaissez des sites web de qualité traitant du thème abordé ici, merci de compléter l'article en donnant les références utiles à sa vérifiabilité et en les liant à la section « Notes et références ».
Hondarribi beltza est une variété de vigne (Vitis vinifera) rouge. On le connaît aussi avec d'autres noms comme Hondarrabi Beltza, Hondarrabi Gorri, Ondarribi Beltza, Ondarrabiya Beltza, Ondarrubiya Beltza et Ondarrubiya Negra.

Hondarrabi fait référence à la ville de Fontarrabie ou Hondarribia en basque, et beltza signifie « noir » en basque, adjectif utilisé pour qualifier dans cette langue les vins rouges. La langue basque donne une autre vision du vin dans sa forme nominative. Le vin rouge se dit ardo beltza, qui se traduit par « vin noir » et le vin rosé se dit ardo gorria qui se traduit par « vin rouge ».

La grappe est compacte. Selon l'Ordre APA/1819/2007, par lequel on met à jour l'annexe V, la classification des variétés de vigne, de l'arrêté royal 1472/2000, du 4 août, qui règle le potentiel de production viticole. L'hondarribi beltza est une variété recommandée pour la Communauté autonome basque et autorisée en Région de la Cantabrie et Castille et Léon. Il est fréquemment utilisé dans la Dénomination d'Origine du txakoli de Getaria, du txakoli d'Alava (Arabako Txakolina) et aussi présent dans le txakoli de Biscaye.